# Fléxa Ribeiro
José Fléxa Pinto Ribeiro, ou simplesmente Fléxa Ribeiro, (Faro, 1884 — 1971) foi um renomado professor, crítico e historiador da arte brasileiro. Foi diretor da Escola Nacional de Belas Artes, de 1948 a 1952.
É o autor de História Crítica da Arte, uma obra de grande envergadura, clássico da historiografia no Brasil e ainda referência no estudo das artes.